# 長崎県道24号厳原豆酘美津島線
長崎県道24号厳原豆酘美津島線（ながさきけんどう24ごう いづはらつつみつしません）は、長崎県対馬市を通る県道（主要地方道）である。

## 概要
対馬市厳原町中村から対馬市美津島町雞知（けち）に至る。国道382号（八幡宮神社前交差点から雞知交差点の区間）と合わせると、対馬島の下島を一周するルートとなる。
大正時代に制定された軍事国道特10号にあたる。

### 路線データ
- 起点：対馬市厳原町中村（八幡宮神社前交差点、国道382号交点）
- 終点：対馬市美津島町雞知（国道382号交点）
- 総延長：78.7 km

## 歴史
- 1976年（昭和51年）12月31日 - 県道に認定される[1]。
- 1993年（平成5年）5月11日 - 建設省から、県道厳原豆酘美津島線が厳原豆酘美津島線として主要地方道に指定される[2]。
- 2022年（令和4年）3月26日 - 尾浦〜安神工区の尾浦トンネル313 mを含む500 mが開通[3]。

## 路線状況

### 重複区間
- しらたけエコーライン（対馬市美津島町雞知）

### 道路施設

#### 橋梁
- 厳原地区
  - 江尻橋（金石川、対馬市）
  - 長久橋（久田川、対馬市）

#### トンネル
起点から
- 厳原地区
  - 新久田（しんくた）トンネル：延長272 m、1994年（平成6年）1月竣工、対馬市
  - 久田（くた）隧道：延長232 m、1995年（平成7年）竣工、対馬市
  - 尾浦（おうら）トンネル：延長313 m、2022年（令和4年）竣工、対馬市
  - 安神（あがみ）隧道：延長226 m、1939年（昭和14年）竣工、対馬市
  - 久和（くわ）隧道：延長266 m、1942年（昭和17年）竣工、対馬市
  - 浅藻（あざも）隧道：延長204 m、1938年（昭和13年）竣工、対馬市
  - 阿連坂（あれざか）トンネル：延長385 m、1979年（昭和54年）竣工、対馬市
- 美津島地区
  - 今里（いまざと）トンネル：延長167 m、1991年（平成3年）竣工、対馬市
  - 一倉坂トンネル：延長215 m、1988年（昭和63年）竣工、対馬市

## 地理

### 通過する自治体
- 対馬市

### 交差する道路
| 交差する道路                                              | 交差する場所         | 交差する場所                                                                 |
| --------------------------------------------------------- | -------------------- | ---------------------------------------------------------------------------- |
| 国道382号                                                 | 厳原町中村           | 八幡宮神社前交差点 / 起点                                                    |
| 長崎県道192号瀬浦厳原港線                                 | 厳原町安神           |                                                                              |
| 長崎県道192号瀬浦厳原港線                                 | 厳原町佐須瀬         | 【北緯34度8分55.9秒 東経129度10分48.8秒 / 北緯34.148861度 東経129.180222度】 |
| 長崎県道44号桟原小茂田線                                  | 厳原町小茂田         |                                                                              |
| しらたけエコーライン                                      | 厳原町下原           |                                                                              |
| しらたけエコーライン 重複区間起点                         | 美津島町雞知（けち） |                                                                              |
| 長崎県道197号竹敷雞知線 しらたけエコーライン 重複区間終点 | 美津島町雞知         |                                                                              |
| 国道382号                                                 | 美津島町雞知         | 終点                                                                         |

### 沿線
- 厳原八幡宮神社
- 十八親和銀行対馬支店
- 十八親和銀行対馬中央支店
- 厳原郵便局
- 対馬市交流センター（いづはらショッピングセンターティアラ）
- 対馬市役所厳原庁舎
- 対馬博物館（建設中）
- 観光情報館ふれあい処つしま
- 対馬南警察署厳原交番
- 厳原町漁業協同組合
- お船江跡
- 厳原久田簡易郵便局
- 九州運輸局長崎運輸支局厳原自動車検査登録事務所
- 対馬市立豆酘中学校
- 対馬市立豆酘小学校
- 豆酘郵便局
- 久根田舎簡易郵便局
- 銀山上神社
- 対馬市立大調小学校
- 椎根の石屋根倉庫群
- 対馬農業協同組合佐須事業所
- 小茂田浜神社
- 小茂田郵便局
- 旧対馬市立佐須中学校
- 旧対馬市立阿連小学校
- 対馬市立今里小学校・旧対馬市立今里中学校
- 対馬市立雞知中学校
- 対馬市美津島行政サービスセンター
- 鶏知郵便局
- 十八親和銀行美津島出張所